# Prawdziwy rewizor
Prawdziwy rewizor (ros. Настоящий ревизор) – anonimowa komedia wystawiona w Petersburgu w 1836 roku jako naśladownictwo i domniemana kontynuacja Rewizora autorstwa Nikołaja Gogola, przypisywana księciu Dmitrijowi Cycyanowowi. Uznana została za nieudaną próbę neutralizacji wymowy oryginału, prawdopodobnie inspirowana przez kręgi dworskie, spotkała się z jednoznacznie negatywnym odbiorem i została szybko wycofana z repertuaru.

## Streszczenie
W Prawdziwym rewizorze tytułową rolę pełni Prowodow, ukrywający się pod nazwiskiem Rulew. W finale, po zdemaskowaniu się jako prawdziwy rewizor, ujawnia nadużycia lokalnych władz. Choć uznaje, że wszyscy winni powinni stanąć przed sądem, ogranicza się do ukarania jedynie Ziemlaniki. Pozostałym pozwala odejść z urzędów. Chlestakow ma zostać zdegradowany do stopnia podoficera i wysłany do odległego pułku. Horodniczego – swojego przyszłego teścia, bohater oszczędza: odsuwa go od stanowiska z możliwością powrotu do służby po pięciu latach i wysyła z rodziną do swojego majątku w Bessarabii, gdzie ma zarządzać dobrami, a jego żona nie będzie miała z kim flirtować.

## Historia
14 lipca 1836 roku, tuż po premierze Rewizora i po wyjeździe Gogola z Rosji, w Petersburgu odbyła się premiera anonimowej komedii Prawdziwy rewizor, wystawionej w Teatrze Michajłowskim. Sztuka ta, oparta na motywach Rewizora Gogola i określana jako jego kontynuacja, została natychmiast wydana drukiem. Autorstwo przypisywano księciu Cycyanowowi. Zezwolenie cenzury podpisał Aleksandr Nikitienko. Wkrótce pojawiła się opinia, że Prawdziwy rewizor powstał z inicjatywy rządu jako kontrakcja wobec oryginału Gogola, a za przedsięwzięciem miał stać sam Mikołaj I. Źródłem tej hipotezy stał się list ministra dworu Piotra Wołkońskiego z 2 czerwca 1836 roku, w którym informował, że cesarz polecił przekazać sztukę do cenzury. Komentatorzy dokumentu sugerowali, że utwór został zamówiony z inspiracji dworu i sugerowali udział pisarzy związanych z policją polityczną. Zwrócenie się z tekstem do cesarza wynikało najpewniej nie z próby uzyskania wsparcia, tylko z formalnej potrzeby zachowania etykiety – skoro Rewizor Gogola trafił na scenę za wiedzą cesarza, podobnego potraktowania oczekiwano wobec jego kontynuacji.
Sztuka poniosła porażkę. Zakończenie stanowiło parodię motywu znanego z Mądremu biada Aleksandra Gribojedowa. Uznano je za groteskowe i oderwane od realiów, co wytknęła m.in. recenzja w „Siewiernej pczele”. Po premierze komedię zagrano jeszcze tylko dwa razy: w Teatrze Aleksandryjskim i ponownie w Michajłowskim, gdzie wystawiono ją razem z Rewizorem Gogola. Publiczność i aktorzy uznali komedię za nieudolną. W dziennikach zanotowano jednoznacznie negatywne reakcje, a żadne środki nie zostały podjęte, by przedłużyć jej obecność na scenie. Reakcja Mikołaja I nie została odnotowana, najprawdopodobniej zdecydował się nie ingerować. Gogol nie widział Prawdziwego rewizora, zapewne o nim nie słyszał, a jeśli nawet – nie pozostawiło to żadnego śladu w jego twórczości.